# Joaquín del Cossío
Joaquín del Cossío (o Joaquin de Cósio) fue un político nicaragüense natural de El Viejo que en 1839, según Decreto del 21 de mayo fue designado Supremo Director del Estado de Nicaragua y que en 1824 formó parte de la Junta Gubernativa de El Viejo presidida por Juan Bautista Salazar. 
En 1839, según Decreto del 21 de mayo fue designado Supremo Director del Estado de Nicaragua, dicho decreto refería lo siguiente:

"El Director provisorio del Estado de Nicaragua, a sus habitantes. Por cuanto la Asamblea lejislativa ha decretado lo siguiente. El Senado i Camara de Representantes del Estado de Nicaragua, constituidos en Asamblea. DECRETAN: Se ha por supremo Director del Estado, electo por las Cámaras, al ciudadano Joaquin de Cósio. Comuníquese al Poder ejecutivo para que lo haga imprimir, publicar i circular.- Dado en León, a 21 de Mayo de 1839.- Fruto Chamorro, S. P.- Juan Fábrega, S. S.- José H. Herdocia, R. S.- Por tanto: ejecútese.- Leon, mayo 21 de 1839.- Patricio Rivas.- AI Secretario del despacho jeneral."

## Actuación política
Mediante Decreto de Estado, emitido en León el 2 de septiembre de 1839, se elevaron a la categoría de ciudad, las villas de San Fernando de Masaya, Santa Ana de Chinandega y; se elevó a Villa, el pueblo de El Viejo.
También, firmó una amnistía general mediante Decreto de la Asamblea Legislativa del 7 de septiembre de 1839.